# Suusamyrtoo
Der Suusamyrtoo (kirgisisch Суусамыртоо) ist ein Gebirgszug in den Oblussen Dschalal-Abad und Naryn in Kirgisistan.
Der Suusamyrtoo ist ein Teil des Tienschan-Gebirgssystems in Zentralasien. Der Gebirgszug erstreckt sich zwischen dem Flusslauf des Naryn im Süden und dem des Suusamyr im Norden über eine Länge von 125 km in Ost-West-Richtung. Im Nordwesten schließt sich der Talas-Alatau an. Das Flusstal des Kökömeren begrenzt den Suusamyrtoo nach Osten. Die maximale Höhe beträgt 4048 m. Der Kyrk Kys-Pass überquert den Gebirgszug in Südwest-Nordost-Richtung auf einer Höhe von 3223 m. Der Suusamyrtoo besteht hauptsächlich aus Granit und Glimmerschiefer aus dem Altpaläozoikum. Der Gebirgszug ist teilweise vergletschert. Der westliche Gebirgsteil wird vom Tschytschkan durchschnitten.